# Wilson Jeremiah Moses
Wilson Jeremiah Moses (nascido em 1942) é um historiador afro-americano. Ele é professor de História Americana na Universidade Estadual da Pensilvânia.

## Carreira
Wilson J. Moses obteve seu bacharelado e mestrado em Literatura Britânica na Wayne State University e seu Doutorado em Civilização Americana pela Universidade Brown. Atualmente, é professor emérito na Universidade Estadual da Pensilvânia, tendo ocupado diferentes cátedras de história americana em diversas universidades americanas antes disso, sendo algum delas:
- Professor Assistente de História na Universidade de Iowa;
- Professor Associado de História na Universidade Metodista Meridional;
- Professor de Estudos Afro-Americanos e Civilização Americana na Universidade Brown e
- Professor de Inglês e História e Diretor de Estudos Afro-Americanos na Universidade de Boston.

Ele também foi professor visitante na Universidade de Harvard e proferiu palestras em diversas universidades europeias e africanas.

## Principais obras
- The Golden Age of Black Nationalism, 1850–1925, 1978; repr., Oxford University Press, 1988,ISBN 978-0-19-520639-5
- Black Messiahs and Uncle Toms: Social and Literary Manipulations of a Religious Myth, 1982; Edição revisada: Pennsylvania State Univ. Press, 1993,ISBN 978-0-271-00933-9
- Alexander Crummell: A Study of Civilization and Discontent, Oxford University Press, 1989,ISBN 978-0-19-505096-7
- The Wings of Ethiopia,, Iowa State Univ. Press, 1990,ISBN 978-0-8138-0019-6
- Afrotopia: Roots of African-American Popular History, Cambridge University Press, 1998,ISBN 978-0-521-47941-7 (ou capa dura:ISBN 978-0-521-47408-5 )
- Creative Conflict in African American Thought, Cambridge University Press, 2004,ISBN 978-0-521-53537-3 (ou capa dura:ISBN 978-0-521-82826-0 )
- Thomas Jefferson: A Modern Prometheus, Cambridge University Press, 2019